# Simultankontrast
Der Simultankontrast (von lateinisch simul: zugleich, zusammen, gleichzeitig; lateinisch contra und stare: entgegenstehen) beschreibt ein Phänomen, bei dem das menschliche Sehorgan in der Umgebung einer Farbe automatisch die Komplementärfarbe wahrnimmt. Diese virtuelle Farbe ist rein physiologisch bedingt und hat den Zweck, dass man auch unter ungünstigen Bedingungen Gegenstände deutlicher voneinander unterscheiden kann. Andere Bezeichnungen für den Simultankontrast sind Chevreul-Täuschung, Farbtäuschung, Kontrasttäuschung oder simultaner Kontrasteffekt.

## Definition
Der Simultankontrast ist ein Begriff der Physiologie (Biologie / Medizin), Optik (Physik) und Kunsttheorie. Er ist ein Phänomen, bei dem unser Sehorgan bei der Betrachtung einer Farbe in der Umgebung gleichzeitig (= simultan) die Komplementärfarbe wahrnimmt. Es handelt sich um einen rein physiologisch bedingten Prozess, um Kontraste deutlicher wahrzunehmen.
Der Simultankontrast ist nicht zu verwechseln mit dem Sukzessivkontrast (auch Nacheffekt oder Nachbild). Dieser ist ein Phänomen, bei dem unser Sehorgan bei der Betrachtung einer Farbe allmählich (= sukzessiv) von dieser Farbe an derselben Stelle auf der Netzhaut ein Nachbild in der Komplementärfarbe erzeugt.

## Beschreibung
Der Simultankontrast besagt, dass nebeneinander liegende Farben sich gleichzeitig und wechselseitig beeinflussen. Er bewirkt eine Kontrastverstärkung in Bezug auf die Farbhelligkeit, den Farbton und/oder die Farbsättigung (Farbreinheit, Farbtrübung). Der stärkste Kontrast entsteht, wenn die verschiedenfarbigen Flächen möglichst gleichmäßig gefärbt (frei von Korn) sind und sie direkt aneinander stoßen. Ändert sich die Farbhelligkeit, spricht man vom Hell-Dunkel-Simultankontrast, ändert sich der Farbton, spricht man vom farbigen Simultankontrast. Der farbige Simultankontrast ist am stärksten, wenn die Helligkeit dieselbe ist. Bei Helligkeitsunterschieden schwächt er sich ab und verschwindet ganz bei größeren Unterschieden der Helligkeit. Wegen dieser Erkenntnis vermieden zum Beispiel die impressionistischen Maler möglichst alle Helligkeitsunterschiede, besonders alle starken Schattierungen, um die Leuchtkraft der Farben zu erhalten. Am meisten steigert sich die Leuchtkraft (Farbsättigung), wenn komplementäre Farben nebeneinander liegen. Umgekehrt tritt in der Umgebung von Grau keine Veränderung auf, wenn die angrenzende Farbe gleich hell ist. Deshalb legt man eine Farbe auf eine gleich helle graue Fläche, um den Farbton unverfälscht wahrzunehmen.

## Erklärung
Das menschliche Auge ist kein optisch-physikalisches Messinstrument, das die gegebene Lichtfrequenz und Lichtmenge objektiv misst. Denn nicht von jedem Stäbchen (hell-dunkel-wahrnehmendem Rezeptor) oder Zapfen (farbempfindlichem Rezeptor) in der Netzhaut läuft eine gesonderte Nervenleitung zum Gehirn. Vielmehr befinden sich in der Netzhaut mehrere Schichten von Nervenzellen, deren Fasern untereinander und mit den Rezeptoren und dem Gehirn verbunden sind. So kann der gleiche (physikalisch objektiv messbare) Farbreiz, also die gleiche empfindungsauslösende elektromagnetische Welle, zu ganz unterschiedlichen Farbempfindungen des Betrachters führen. Dabei handelt es sich um einen rein physiologischen Korrekturvorgang des Sehorgans. Die scheinbar zugemischte Farbe ist eine virtuelle Farbe, eine induzierte Farbe, die objektiv nicht vorhanden ist. Der Vorgang dient dazu, benachbarte Farbflächen deutlicher voneinander zu unterscheiden. Deshalb spricht man auch von einer Kontrasttäuschung. In der Regel ist es wichtiger, Konturen deutlich wahrzunehmen als langsame Intensitätsverläufe. Die Begrenzungen von Objekten sollten auch unter ungünstigen Umweltbedingungen optimal detektiert werden. 

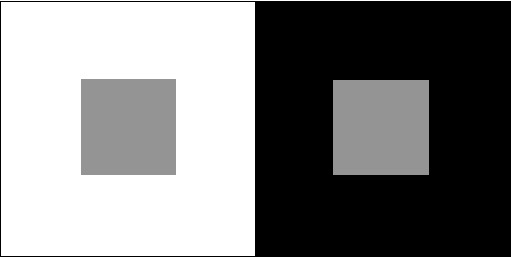
Der Hering-Kontrast ist wohl der einfachste Hell-Dunkel-Simultankontrast. Grau erscheint in weißer Umgebung dunkler und in schwarzer Umgebung heller.

Im Wesentlichen liegt die Kontrastverstärkung daran, dass jeder Rezeptor in der Netzhaut seine Farbempfindung nicht isoliert in unser Gehirn weiterleitet, sondern bei seinen Nachbar-Rezeptoren die Wahrnehmung unterdrückt und damit dort den Eindruck der Komplementärfarbe erzeugt. Anders ausgedrückt: „Wird eine Horizontalzelle von einem Stäbchen oder Zapfen erregt, so erregt diese auch benachbarte Rezeptorzellen, hemmt aber auch weiter entfernt liegende Bipolarzellen. Dieser Mechanismus bewirkt, dass ein Lichtpunkt heller erscheint als er tatsächlich ist, und die Umgebung dunkler. Durch diese Verarbeitung, die als laterale Hemmung (‚laterale Inhibition‘) bezeichnet wird, werden die Kanten der wahrgenommenen Objekte verschärft und der Kontrast verstärkt.“

## Beispiele aus der Farbenlehre

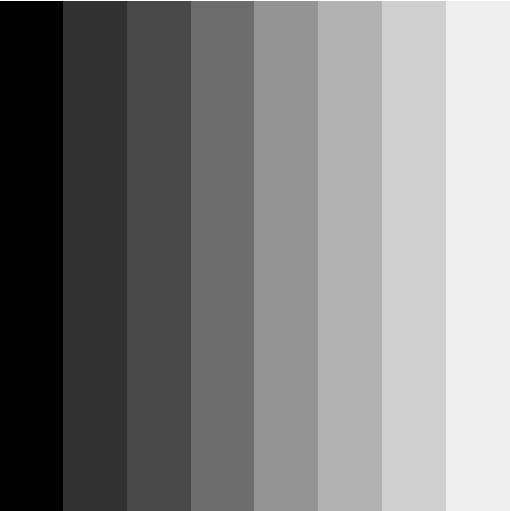
Die Machschen Streifen sind ein Hell-Dunkel-Simultankontrast. Grau erscheint neben einem dunkleren Grauton heller und neben einem helleren Grauton dunkler.

Der vermutlich einfachste Simultankontrast ist der Hering-Kontrast. Es handelt sich um einen Hell-Dunkel-Simultankontrast (auch: simultaner Hell-Dunkel-Kontrast, Helligkeitskontrast oder Helligkeitstäuschung), der sich ausschließlich auf die Helligkeit von Farben bzw. Grautönen auswirkt. Das graue Quadrat erscheint in weißer Umgebung dunkler und in schwarzer heller, obwohl es sich um denselben Grauton handelt. Der deutsche Physiologe Ewald Hering hat diesen Kontrast erstmals beschrieben.
Ein weiterer Hell-Dunkel-Simultankontrast läuft unter dem Namen Machsche Streifen (auch: Mach-Streifen, Machsche Bänder, Chevreul-Mach-Bänder, Mach-Kontrast). Ernst Mach war ein österreichischer Sinnesphysiologe. Er entwarf ein Bild aus Streifen, die von Schwarz über verschiedene Grautöne immer heller werden. Und obwohl jeder Graustreifen einen homogenen Grauton besitzt, erscheint jede Graustufe an der Grenze zum helleren Grau dunkler und an der Grenze zum dunkleren Grau heller. Man nennt diese Erscheinung auch „Rilleneffekt“ oder „Kannelüreneffekt“, da sie an die Oberfläche kannelierter dorischer Säulen erinnert.

Neben dem Hell-Dunkel-Simultankontrast gibt es den farbigen Simultankontrast (auch: simultaner Farbkontrast, Farbtonkontrast oder Farbtontäuschung). Die ausschließliche Veränderung des Farbtons tritt nur auf, wenn die Nachbarfarben gleich hell sind. So erscheint ein Grau in gleich heller grüner Umgebung rötlich. Und ein Rot wirkt neben einem Grün besonders intensiv und leuchtend. Hier zeigt sich die Tatsache, dass Komplementärfarben sich gegenseitig zu äußerster Leuchtkraft steigern. Normalerweise sind Mischformen aus Farbton-, Helligkeits- und Sättigungskontrasten die Regel. Zum Beispiel erscheint ein Rot neben einem Orange bläulich, dunkler und getrübt (weniger gesättigt). Ein Grau wirkt in roter (dunklerer) Umgebung blau-grünlich und heller. Ein Grün erscheint neben einem Gelb bläulich, dunkler und getrübt und neben einem Schwarz heller und leuchtender (gesättigter).

Der farbige Simultankontrast: Rot erscheint in orangefarbener Umgebung dunkler, bläulich und getrübt und in grüner Umgebung besonders leuchtend.

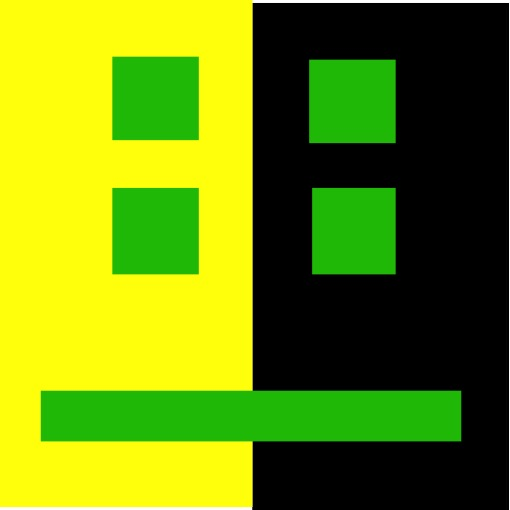
Der farbige Simultankontrast: Grün erscheint in gelber Umgebung bläulich und dunkler und in schwarzer Umgebung heller und leuchtender (gesättigter).

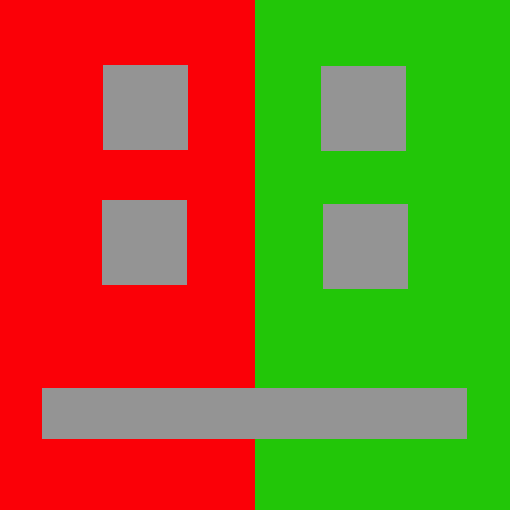
Der farbige Simultankontrast: Grau erscheint in roter Umgebung blau-grünlich und dunkler und in grüner Umgebung rötlich und heller.

Ein weiteres Beispiel soll die wechselseitige Wirkung des Simultankontrastes veranschaulichen – allerdings in stark übertriebener Form. Die vier Quadrate in den Farben Rot, Weiß, Schwarz und Grün beeinflussen sich im Randbereich gegenseitig. Das Rot induziert in seiner Umgebung Grün. So erscheinen das Weiß am Rand hellgrün und das Schwarz dunkelgrün. Das Weiß erzeugt in seiner Umgebung einen schwarzen Sinneseindruck. So wird das Rot am Rand dunkelrot und das Grün dunkelgrün.

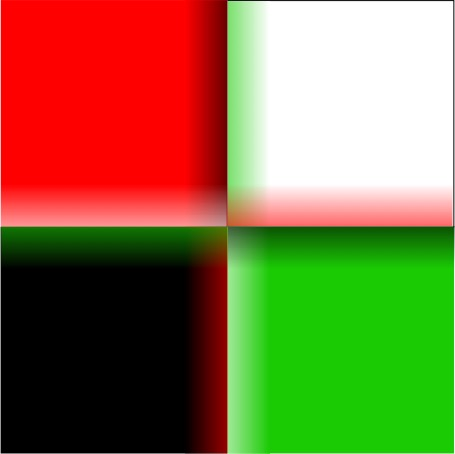
Übertrieben dargestellte Veranschaulichung der wechselseitigen Wirkung des Simultankontrastes: Das Grün wird zum Schwarz hin heller und zum Weiß hin dunkler.

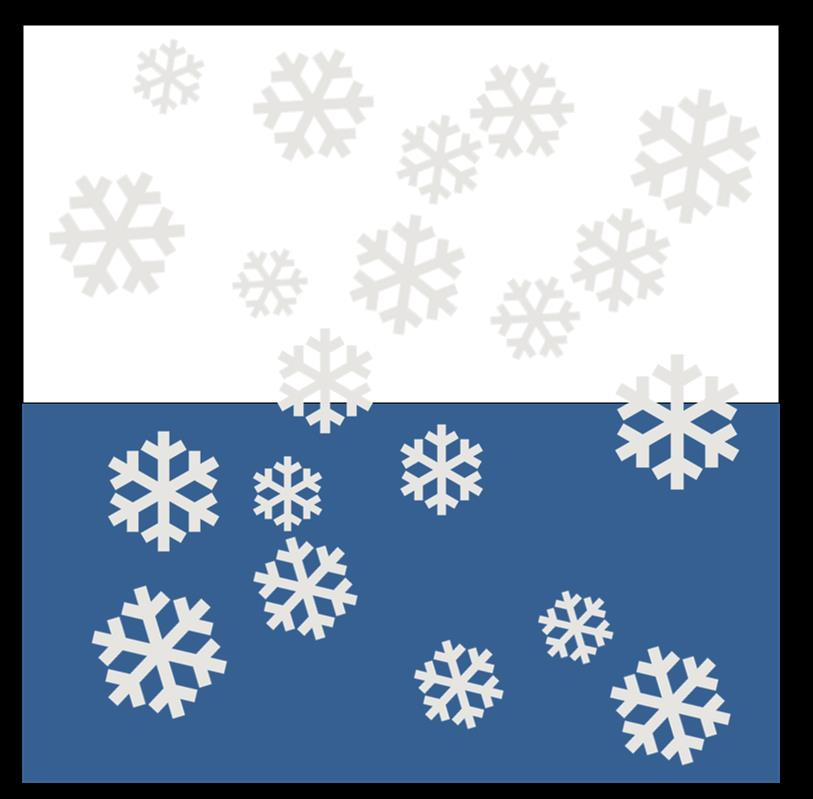
Der Simultankontrast bewirkt, dass die gleichhellen Schneeflocken vor weißem Grund hellgrau erscheinen und vor dunkelblauem Grund weiß.

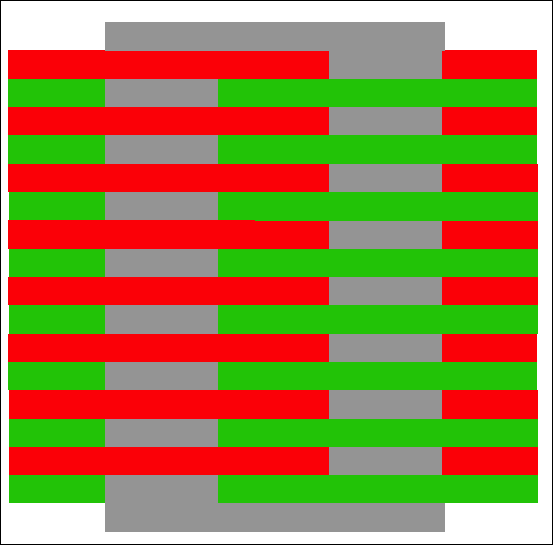
Der Bezold-Effekt ist eine Ausnahmeerscheinung des Simultankontrastes. Der graue Streifen links erscheint neben den roten Streifen nicht wie eigentlich zu erwarten grünlich, sondern rötlich.

Eine Sonderform des Simultankontrastes bildet der Bezold-Effekt. Regulär müsste das durch die bunten Streifen geflochtene graue Band links grünlich erscheinen, da die Umgebung rot ist. Tatsächlich erscheint es im Vergleich zum rechten grauen Band rötlich gefärbt. Wilhelm von Bezold entdeckte, dass sich eine Farbe ihrer benachbarten Farbe angleicht, wenn kleine Farbflächen eingestreut werden.

## Beispiele aus dem Alltag
Schneeflocken
Bei Schneetreiben im Winter lässt sich beobachten, dass die Flocken vor einem milchig-weißen Himmel nicht schneeweiß, sondern als schmutzig-graue Flecken vom Himmel fallen. Und erst vor einer dunklen Hauswand werden sie zu weißem Schnee. Die Farbänderung erfolgt schlagartig und ist eine Folge des simultanen Hell-Dunkel-Kontrastes.
Malfarben
Beim Malen tritt häufig das Phänomen auf, dass eine Farbmischung auf der Palette völlig anders aussieht als auf der Leinwand. Das liegt neben einer veränderten Größe, Oberfläche/Struktur und Form vor allem an der andersfarbigen Umgebung, d. h. am Simultankontrast.
Gesichtsfarbe
Die nordeuropäische Gesichtsfarbe ist oft blass und wenig gesättigt. „Trägt ein Mensch, dessen Hautunterton ins Bläuliche geht, z. B. ein orangefarbenes Kleidungsstück, so schiebt das Orange die Farbe des Gesichtes in einen bläulichen Simultankontrast. Dadurch kann ein ungesunder Eindruck der Gesichtsfarbe entstehen […] Ein kräftig blaues Kleidungstück würde die Farbe des Gesichtes in Richtung Orange verschieben und dadurch viel vorteilhafter wirken. Die Ausstrahlung der Person wäre erholt und vital.“
Krawattenstoff
Johannes Itten beschreibt eine Begebenheit, die die Auswirkung des Simultankontrastes verdeutlicht. „Vor einigen Jahren zeigte mir der Besitzer einer Krawattenstoffweberei verzweifelt einige hundert Meter von teuerstem Krawattenstoff, die ihm nicht abgenommen wurden, weil ein auf rotem Grund gewebter schwarzer Streifen nicht schwarz, sondern grün wirkte und dem Stoff eine unruhige Vibration gab. Dieser Simultan-Effekt war so stark, dass der Abnehmer behauptete, der Weber hätte statt schwarzem Garn grünes Garn verwebt.“  Der Weber hätte ein rötliches, also braunschwarzes Garn verwenden müssen, um die ins Grünliche gehende Wirkung zu neutralisieren. Dann wäre der große finanzielle Verlust unterblieben.

## Beispiele in der Kunst

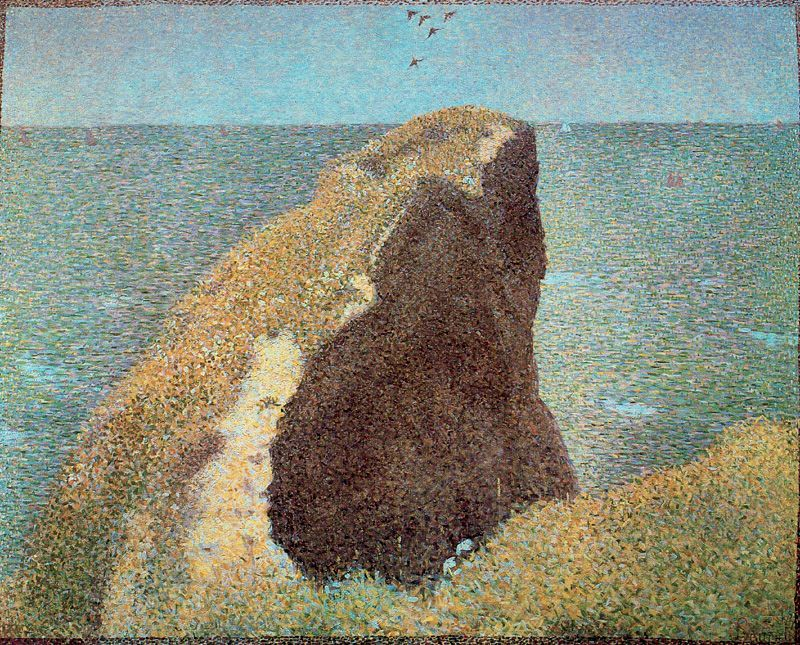
Georges Seurat: Le Bec du Hoc bei Grandcamp, 1885. Der Halo-Effekt: Neben dem dunklen Felsen malt Seurat das Wasser heller.

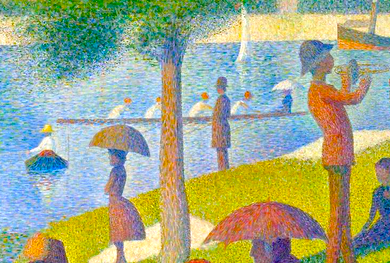
Ausschnitt aus: Georges Seurat: Ein Sonntagnachmittag auf der Insel La Grande Jatte, 1884–1886. Der Baumstamm wechselt vor dem blauen Wasser seine Farbe von Braun zu Orange.

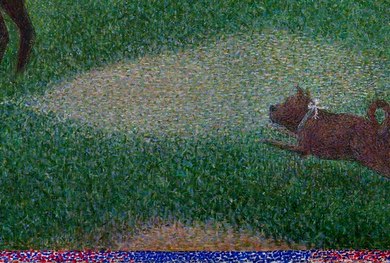
Ausschnitt aus: Georges Seurat: Ein Sonntagnachmittag auf der Insel La Grande Jatte. Der farbig gepunktete Rand ist neben der grünen Wiese rot und neben dem orangefarbenen Sand blau.

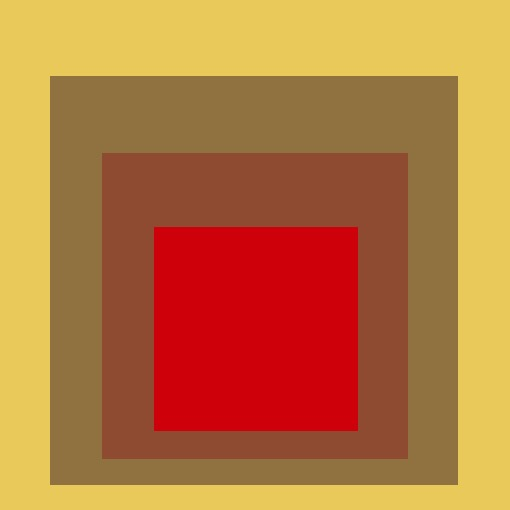
Graphik nach Josef Albers: Homage to the Square (Huldigung an das Quadrat), 1967

Georges Seurat, ein Künstler des Pointillismus, stellt die aufgrund des Simultankontrastes veränderten Farben direkt dar. Zum Beispiel malte er in seinem Bild Ein Sonntagnachmittag auf der Insel La Grande Jatte einen braunen Baumstamm vor dem blauen Wasser plötzlich orange. Auch der Rahmen erhält neben der grünen Wiese rote Punkte und neben dem orangefarbenen Sand blaue Punkte.
Im Sommer 1885 besuchte Seurat Grandcamp in der Normandie. Dort malte er den schnabelartigen Felsen „Le Bec du Hoc“. Dieser war ein spektakuläres geologisches Merkmal, das durch die Bombardierung während des Zweiten Weltkriegs stark reduziert wurde. Auf dem Bild sieht man, dass die Felsnase rechts dunkel-violett verschattet ist. Deshalb malte Seurat das Meer daneben heller und leicht gelblich, obwohl es objektiv gleichmäßig blau sein müsste. Hier verdeutlichte er den „Halo-Effekt“ („Heiligenschein“ um eine dunkle Fläche), einen Spezialfall des Simultankontrastes.
Josef Albers ist berühmt für seine Bildserie Homage to the Square (Huldigung an das Quadrat). Alle diese Bilder bestehen aus drei oder vier scheinbar übereinander liegenden, ein wenig nach unten verschobenen Farbquadraten. Trotz des Titels ging es Albers weniger um die Quadrate als vielmehr um die Wirkung der Farben. Neben dem scheinbar reliefhaften, räumlichen Aufbau und der scheinbaren Durchsichtigkeit der Farbflächen spielt der Simultankontrast eine wesentliche Rolle. An jeder Farbkante verschieben sich die Farben in Richtung der Komplementärfarbe. Die Umgebung des roten Quadrats ist heller und leicht grünlich. Das rote Quadrat selbst wirkt im Randbereich durch das benachbarte hellere Rotbraun dunkler. Außerdem tritt das Rot in den Vordergrund, da es besonders leuchtend ist, und das Rotbraun scheint durchsichtig über dem Umbra-Braun zu liegen.

## Geschichte
Der Simultankontrast ist als Phänomen seit Jahrhunderten bekannt. Viele Künstler berücksichtigen ihn in ihrer Malerei. Er ist bereits von Leonardo da Vinci um 1500 genauer beschrieben worden. Den reinen Beschreibungen folgten exakte Studien erst im 19. Jahrhundert. Wissenschaftlich genaue Untersuchungen der physiologischen Zusammenhänge des Sehorgans schlossen sich an. Wegen der Komplexität unseres Sehorgans und Vielfältigkeit des Simultankontrastes sind die genauen Vorgänge beim Menschen bis heute nicht völlig geklärt.
1810 beschrieb Johann Wolfgang von Goethe den farbigen Simultankontrast. „Bringt man aber auf eine gelbe Wand weiße Papiere, so wird man sie mit einem violetten Ton überzogen sehen.“ Und „derjenige, der bei einer mittleren Helle des Himmels auf Wiesen wandelt und nichts als Grün vor sich sieht, [sieht] öfters die Baumstämme und Wege mit einem rötlichen Scheine leuchten.“  Goethe beschreibt das Phänomen als „gesetzliche Forderung“ unseres Auges. „Malt sich auf einem Teile der Netzhaut ein farbiges Bild, so findet sich der übrige Teil sogleich in einer Disposition, die [entgegengesetzten] … Farben hervorzubringen.“
Der Franzose Michel Eugène Chevreul war ein Chemiker und Begründer der modernen Theorie der Farben. Sein Werk De la Loi du Contraste Simultané des Couleurs (Über das Gesetz des Simultankontrastes der Farben) von 1839 gilt als eines der wichtigsten Werke zur Farbtheorie. Durch Beobachtung, Experimente und Farbdemonstrationen entwickelte Chevreul sein grundlegendes Gesetz.
Ab 1865 untersuchte der österreichische Sinnesphysiologe Ernst Mach die Kontrastphänomene an den Grenzen verschieden heller Felder (z. B. Machsche Streifen, s. o.) und deutete sie durch eine räumliche Wechselwirkung in der Netzhaut. 1878 beschrieb der deutsche Physiologe Ewald Hering den farbigen Simultankontrast. Er deutete die Kontrastphänomene als physiologische Wechselwirkungen in der Netzhaut. Sein Kontrahent, der deutsche Physiologe und Physiker Hermann von Helmholtz bevorzugte eine psychologische Deutung als „Urteilstäuschung“. Erst in unseren Tagen konnte Herings Theorie bestätigt werden.
Der deutsche Neurophysiologe Günter Baumgartner setzte Katzen Mikroelektroden in den Sehnerv und zeichnete die elektrischen Ströme auf. 1949 erkannte er, dass es zwei Typen von Ganglien-Zellen gibt. Die ON-Zentrum-Ganglienzellen reagieren besonders stark, wenn der innere Bereich im rezeptiven Feld stimuliert wird, der äußere jedoch nicht. Bei OFF-Zentrum-Ganglienzellen ist es umgekehrt. Dass Signale von den Rändern des rezeptiven Feldes die Information in der Mitte beeinflussen können, wird als laterale Hemmung bezeichnet. Der US-amerikanische Physiologe Haidan Keffer Hartline (1903–1983) untersuchte 1959 die Augen von Pfeilschwanzkrebsen. „Heller meldende on-Zentrum-Neurone [ON-Zentrum-Ganglienzellen] zeigen infolge der lateralen Hemmung … in helleren Bereichen der Kontrastgrenze eine verstärkte Aktivierung. ‚Dunkler‘ meldende off-Zentrum-Neurone [OFF-Zentrum-Ganglienzellen] werden dagegen an der Grenze des dunkleren Feldes durch verminderte zentrale Hemmung lateral aktiviert.“ Diese neuronale Interaktion erklärt den Hell-Dunkel-Simultankontrast.
Eine besondere Schwierigkeit der Forschung zum Simultankontrast (und allgemein zum Farbensehen) liegt in der Tatsache, dass die menschlichen Nervenzellen im Sehorgan extrem klein sind (knapp ein Zehntausendstel Zentimeter). Und die verbindenden Nervenfasern sind noch winziger. Bisher gibt es keine so feinen Elektroden, die man als Sonden einführen könnte. Untersuchung an Tieren mit größeren Nervenzellen und Nervenfasern sind wegen des fehlenden bzw. umstrittenen Farbensehens vieler Tiere nur bedingt auf den Menschen übertragbar.